# 센보쿠시
센보쿠시(일본어: 仙北市)는 일본 아키타현에 있는 시이다.

## 지리
아키타현 동부 중앙에 위치하고 이와테현과 접한다. 시의 거의 중앙에 다자와호가 있고 동쪽에 아키타코마가다케, 북쪽에 하치만타이, 남쪽에 센보쿠평야가 있다.
시내에는 일본에서 제일 깊은 다자와호가 있다. 농림업과 관광업이 번성하고 소규모의 조몬 유적이 점재하며 북부에 위치하는 다마가와 온천의 북투석은 일본이 지정한 특별 천연기념물이다. 가쿠다테 지구는 사무라이 저택 등이 있어 '미치노쿠(도호쿠 지방)의 작은 교토'로 불리는 역사 마을로도 유명하며 연간 약 200만 명이 방문하는 도호쿠 유수의 관광지이다.

### 기후
분지 특유의 기후를 가지며 사계절이 뚜렷한 것이 특징이다. 아키타현 내에서는 가장 일교차가 큰 편이고 겨울 강설량도 꽤 많다. 특히 강설에 관해서는 일본 유수의 폭설 지대로 꼽혀 특별폭설지대로 지정되어 있으며 경우에 따라서는 평야부에서도 적설이 많은 곳에서는 1m를 넘는 경우도 있다.
| 센보쿠시 가쿠노다테의 기후                                   | 센보쿠시 가쿠노다테의 기후 | 센보쿠시 가쿠노다테의 기후 | 센보쿠시 가쿠노다테의 기후 | 센보쿠시 가쿠노다테의 기후 | 센보쿠시 가쿠노다테의 기후 | 센보쿠시 가쿠노다테의 기후 | 센보쿠시 가쿠노다테의 기후 | 센보쿠시 가쿠노다테의 기후 | 센보쿠시 가쿠노다테의 기후 | 센보쿠시 가쿠노다테의 기후 | 센보쿠시 가쿠노다테의 기후 | 센보쿠시 가쿠노다테의 기후 | 센보쿠시 가쿠노다테의 기후 |
| 월                                                           | 1월                        | 2월                        | 3월                        | 4월                        | 5월                        | 6월                        | 7월                        | 8월                        | 9월                        | 10월                       | 11월                       | 12월                       | 연간                       |
| ------------------------------------------------------------ | -------------------------- | -------------------------- | -------------------------- | -------------------------- | -------------------------- | -------------------------- | -------------------------- | -------------------------- | -------------------------- | -------------------------- | -------------------------- | -------------------------- | -------------------------- |
| 역대 최고 기온 °C (°F)                                       | 10.0 (50.0)                | 13.7 (56.7)                | 19.7 (67.5)                | 30.4 (86.7)                | 33.3 (91.9)                | 34.5 (94.1)                | 37.8 (100.0)               | 37.7 (99.9)                | 35.8 (96.4)                | 29.5 (85.1)                | 24.3 (75.7)                | 17.8 (64.0)                | 37.8 (100.0)               |
| 일평균 최고 기온 °C (°F)                                     | 1.5 (34.7)                 | 2.7 (36.9)                 | 6.9 (44.4)                 | 14.7 (58.5)                | 21.1 (70.0)                | 25.2 (77.4)                | 28.1 (82.6)                | 29.7 (85.5)                | 25.5 (77.9)                | 18.7 (65.7)                | 11.1 (52.0)                | 4.1 (39.4)                 | 15.8 (60.4)                |
| 일일 평균 기온 °C (°F)                                       | −1.6 (29.1)                | −1.1 (30.0)                | 2.1 (35.8)                 | 8.5 (47.3)                 | 14.8 (58.6)                | 19.4 (66.9)                | 23.0 (73.4)                | 24.1 (75.4)                | 19.7 (67.5)                | 12.9 (55.2)                | 6.3 (43.3)                 | 0.8 (33.4)                 | 10.7 (51.3)                |
| 일평균 최저 기온 °C (°F)                                     | −4.9 (23.2)                | −4.7 (23.5)                | −2.1 (28.2)                | 2.9 (37.2)                 | 9.2 (48.6)                 | 14.6 (58.3)                | 19.0 (66.2)                | 19.8 (67.6)                | 15.2 (59.4)                | 8.1 (46.6)                 | 2.2 (36.0)                 | −2.1 (28.2)                | 6.4 (43.6)                 |
| 역대 최저 기온 °C (°F)                                       | −16.3 (2.7)                | −16.7 (1.9)                | −12.9 (8.8)                | −8.8 (16.2)                | −0.5 (31.1)                | 5.3 (41.5)                 | 10.8 (51.4)                | 11.3 (52.3)                | 3.4 (38.1)                 | −0.9 (30.4)                | −8.2 (17.2)                | −13.0 (8.6)                | −16.7 (1.9)                |
| 평균 강수량 mm (인치)                                        | 171.6 (6.76)               | 140.5 (5.53)               | 135.7 (5.34)               | 129.1 (5.08)               | 148.7 (5.85)               | 152.3 (6.00)               | 273.6 (10.77)              | 254.9 (10.04)              | 180.5 (7.11)               | 171.5 (6.75)               | 202.5 (7.97)               | 197.8 (7.79)               | 2,158.4 (84.98)            |
| 평균 강설량 cm (인치)                                        | 218 (86)                   | 175 (69)                   | 95 (37)                    | 7 (2.8)                    | 0 (0)                      | 0 (0)                      | 0 (0)                      | 0 (0)                      | 0 (0)                      | 0 (0)                      | 12 (4.7)                   | 130 (51)                   | 630 (248)                  |
| 평균 강수일수 (≥ 1.0 mm)                                     | 22.3                       | 19.6                       | 18.0                       | 13.9                       | 13.0                       | 11.2                       | 14.2                       | 12.5                       | 13.3                       | 15.2                       | 18.8                       | 21.8                       | 193.8                      |
| 평균 강설일수 (≥ 3 cm)                                       | 20.1                       | 17.2                       | 11.4                       | 0.9                        | 0                          | 0                          | 0                          | 0                          | 0                          | 0                          | 1.5                        | 11.9                       | 63                         |
| 평균 월간 일조시간                                           | 50.9                       | 69.1                       | 108.3                      | 155.9                      | 187.9                      | 176.8                      | 149.0                      | 183.4                      | 150.3                      | 135.9                      | 90.7                       | 54.0                       | 1,512.2                    |
| 출처: 일본 기상청 (평년값: 1991년~2020년, 극값: 1976년~현재) |                            |                            |                            |                            |                            |                            |                            |                            |                            |                            |                            |                            |                            |

## 역사
- 2005년 9월 20일 - 센보쿠군 가쿠노다테정·다자와코정·니시키촌이 합병해 성립하였다.

## 교통

### 철도
- 동일본 여객철도
  - 아키타 신칸센
  - 다자와코선

- 아키타 내륙 종관 철도
  - 아키타 내륙선

### 도로
- 국도 46호선
- 국도 105호선
- 국도 341호선

## 인구
| 연도 | 인구   | ±% p.a. |
| ---- | ------ | ------- |
| 1920 | 29,123 | —       |
| 1930 | 32,017 | +0.95%  |
| 1940 | 37,453 | +1.58%  |
| 1950 | 43,358 | +1.47%  |
| 1960 | 43,765 | +0.09%  |
| 1970 | 39,216 | −1.09%  |

| 연도 | 인구   | ±% p.a. |
| ---- | ------ | ------- |
| 1980 | 39,098 | −0.03%  |
| 1990 | 36,297 | −0.74%  |
| 2000 | 33,565 | −0.78%  |
| 2010 | 29,572 | −1.26%  |
| 2020 | 24,610 | −1.82%  |

|  | 이 그래프는 더 이상 지원되지 않는 레거시 그래프 확장 기능을 사용하고 있습니다. 새로운 차트 확장 기능으로 변환해야 합니다. |

|                                              | |
| 센보쿠시의 전국의 연령별 인구 분포（2005년） | 센보쿠시의 연령·남녀별 인구 분포（2005년）                                                                                |
| ■자주색 ― 센보쿠시 ■녹색 ― 일본전국          | ■파랑색 ― 남자 ■빨간색 ― 여자                                                                                             |
| · 센보쿠시（에 해당되는 지역）의 인구추이    | |
| 일본 총무성 통계국 국세조사 결과             | |
|                                              | 이 그래프는 더 이상 지원되지 않는 레거시 그래프 확장 기능을 사용하고 있습니다. 새로운 차트 확장 기능으로 변환해야 합니다. |